# Jessica Tuck
Jessica Ines Tuck (* 19. Februar 1963 in New York City) ist eine US-amerikanische Schauspielerin.

## Leben und Karriere
Tuck sammelte in den 1980er-Jahren Schauspielerfahrungen an der Yale School of Drama, daneben schloss sie in Yale ein Psychologiestudium ab. Sie ist seit 2004 mit Robbie Koseff verheiratet, das Paar hat eine Tochter.
Einem breiteren US-Fernsehpublikum wurde Tuck erstmals ab 1988 durch ihre Mitwirkung an der Seifenoper Liebe, Lüge, Leidenschaft in einer festen Rolle als Megan Gordon Harrison bekannt. Hierfür wurde sie unter anderem für den Emmy Award nominiert. Sie verließ die Serie im Jahr 1992, kehrte aber später nochmals zurück. Zwischen 1999 und 2005 spielte Tuck eine ihrer bekanntesten Rollen in der Sitcom Für alle Fälle Amy als Gillian Gray, die neurotische Schwägerin der von Amy Brenneman dargestellten Hauptrolle Amy. Von 2008 bis 2011 und nochmals einmalig 2014 trat die blonde Schauspielerin in der Erfolgsserie True Blood in der Rolle der Vampirin Nan Flanagan in insgesamt 23 Folgen auf. Neben diesen festeren Rollen ist Tuck bis in die Gegenwart eine vielbeschäftigte Fernsehschauspielerin mit vielen Gastrollen in populären Serien wie Mord ist ihr Hobby, Seinfeld, Die Nanny, Criminal Minds, Grey’s Anatomy, Castle, Bones – Die Knochenjägerin, Suits und Navy CIS.
Jessica Tuck sammelte auch verschiedene Filmerfahrungen, kam aber meist nur in kleineren Filmen zu Hauptrollen. So musste sie sich etwa in Batman Forever 1995 mit einem Kurzauftritt als Nachrichtensprecherin begnügen. Eine größere Rolle spielte sie 1998 an der Seite der Olsen-Zwillinge in Der beste Vater der Welt. Bei Disney spielte sie in den Filmen High School Musical 2 (2007), High School Musical 3: Senior Year (2008) und Sharpay’s fabelhafte Welt (2011) die Mutter der von Ashley Tisdale verkörperten Sharpay Evans. Weitere Nebenrollen hatte Tuck in der Schwarzen Komödie Secretary (2002) und in dem Science-Fiction-Film Super 8 (2011).

## Filmografie (Auswahl)

### Kino- und Fernsehfilme
- 1988: Video Girlfriend
- 1989: Youngsters – Die Brooklyn Gang (Who Shot Patakango?)
- 1993: Die Terrorkapsel (Lifepod, Fernsehfilm)
- 1993: Die Wiege der Sonne (Rising Sun)
- 1994: Werbung für die Liebe (Mr. Write)
- 1994: Chaos Kings (Revenge of the Nerds IV: Nerds in Love, Fernsehfilm)
- 1995: Die O.J. Simpson Story (The O.J. Simpson Story, Fernsehfilm)
- 1995: Batman Forever
- 1997: Der Advokat des Teufels (The Advocate’s Devil, Fernsehfilm)
- 1998: Der beste Vater der Welt (Billboard Dad)
- 1998: Der kickende Müllmann (The Garbage Picking Field Goal Kicking Philadelphia Phenomenon)
- 1998: Todesflug 1602 – Als der Himmel einstürzte (A Wing and a Prayer, Fernsehfilm)
- 2002: Secretary
- 2002: Another Life (Kurzfilm)
- 2005: Mrs. Harris – Mord in besten Kreisen (Mrs. Harris, Fernsehfilm)
- 2007: Born to be Wild – Saumäßig unterwegs (Wild Hogs)
- 2007: On the Doll
- 2007: High School Musical 2 (Fernsehfilm)
- 2007: Ein verhexter Sommertag (The Last Day of Summer, Fernsehfilm)
- 2008: High School Musical 3: Senior Year
- 2009: Crossing Over
- 2011: Super 8
- 2011: Sharpay’s fabelhafte Welt (Sharpay’s Fabulous Adventure)
- 2012: Model Minority
- 2012: Naughty or Nice (Fernsehfilm)
- 2014: Dragon Nest: Warriors’ Dawn
- 2018: Smallfoot – Ein eisigartiges Abenteuer (Smallfoot, nur Stimme)

### Serien
- 1988–2012: Liebe, Lüge, Leidenschaft (One Life to Live, 115 Folgen)
- 1991: Das Schicksal der Jackie O. (A Woman Named Jackie; Miniserie, 3 Folgen)
- 1992: Hör mal, wer da hämmert (Home Improvement, Folge Heavy Meddle)
- 1992: Picket Fences – Tatort Gartenzaun (Picket Fences, Folge The Snake Lady)
- 1992: Mord ist ihr Hobby (Murder, She Wrote, Folge The Classic Murder)
- 1994: Diagnose: Mord (Diagnosis: Murder, Folge Reunion with Murder)
- 1995: Seinfeld (Folge The Label Maker)
- 1995–1996: Murder One (7 Folgen)
- 1996: The Last Frontier (7 Folgen)
- 1997: Jim Profit – Ein Mann geht über Leichen (Profit, Folge Security)
- 1998: Emergency Room – Die Notaufnahme (ER, Folge Family Practice)
- 1998: Die Nanny (The Nanny, Folge The Pre-Nup)
- 1999: Millennium (Folge The Sound of Snow)
- 1999–2005: Für alle Fälle Amy (Judging Amy, 138 Folgen)
- 2000: Outer Limits – Die unbekannte Dimension (The Outer Limits, Folge Seeds of Destruction)
- 2005: Everwood (Folge Connect Four)
- 2006: CSI: Vegas (Folge The Unusual Suspect)
- 2006: Criminal Minds (Folge Sex, Birth, Death)
- 2006: Grey’s Anatomy (Folge Time Has Come Today)
- 2007: Boston Legal (Folge Do Tell)
- 2007–2010: Saving Grace (7 Folgen)
- 2008–2011, 2014: True Blood (23 Folgen)
- 2009: Ghost Whisperer – Stimmen aus dem Jenseits (Ghost Whisperer, Folge Body of Water)
- 2009: Cold Case – Kein Opfer ist je vergessen (Cold Case, 2 Folgen)
- 2009/2010: FlashForward (2 Folgen)
- 2010: Zeit der Sehnsucht (Days of Our Lives, 25 Folgen)
- 2010: Twentysixmiles (6 Folgen)
- 2011: Body of Proof (Folge Hunting Party)
- 2011: Castle (Folge Eye of the Beholder)
- 2012: Bones – Die Knochenjägerin (Bones, Folge The Prisoner in the Pipe)
- 2012: Grimm (3 Folgen)
- 2013: Switched at Birth (Folge The Door to Freedom)
- 2013: Revenge (2 Folgen)
- 2013: Rizzoli & Isles (Folge No One Mourns the Wicked)
- 2013–2014: Hart of Dixie (2 Folgen)
- 2013–2014: Twisted (4 Folgen)
- 2014: Drop Dead Diva (2 Folgen)
- 2014: Stalker (Folge Love is a Battlefield)
- 2015: Navy CIS: New Orleans (NCIS: New Orleans, Folge Darkest Hour)
- 2016: Major Crimes (Folge Family Law)
- 2017–2019: General Hospital (36 Folgen)
- 2018: Disjointed (2 Folgen)
- 2018: Designated Survivor (2 Folgen)
- 2018: Suits (Folge Revenue Per Square Foot)
- 2019–2020: Good Trouble (3 Folgen)
- 2020: Navy CIS (NCIS, Folge The Arizona)
- 2020: Kleine Feuer überall (Little Fires Everywhere; Miniserie, Folge The Uncanny)
- 2020: 9-1-1: Notruf L.A. (9-1-1, 1 Folge)
- 2020: Upload (5 Folgen)
- 2021: B Positive (1 Folge)
- 2022: Law & Order (Folge Fault Lines)
- 2022–2024: For All Mankind (13 Folgen)
- 2024: Law & Order: Special Victims Unit (1 Folge)